# Nemanja Antonov
Nemanja Antonov est un footballeur serbe né le 6 mai 1995 à Pančevo. Il évolue au poste de défenseur au Újpest FC.

## Biographie
Avec les sélections de jeunes, il participe au championnat d'Europe des moins de 19 ans 2014 organisé en Hongrie, puis à la Coupe du monde des moins de 20 ans 2015 qui se déroule en Nouvelle-Zélande. Lors du mondial, il joue sept matchs. La Serbie remporte la compétition en battant le Brésil en finale.

## Palmarès
- Vainqueur de la Coupe du monde des moins de 20 ans en 2015